# Hartwig (cráter)

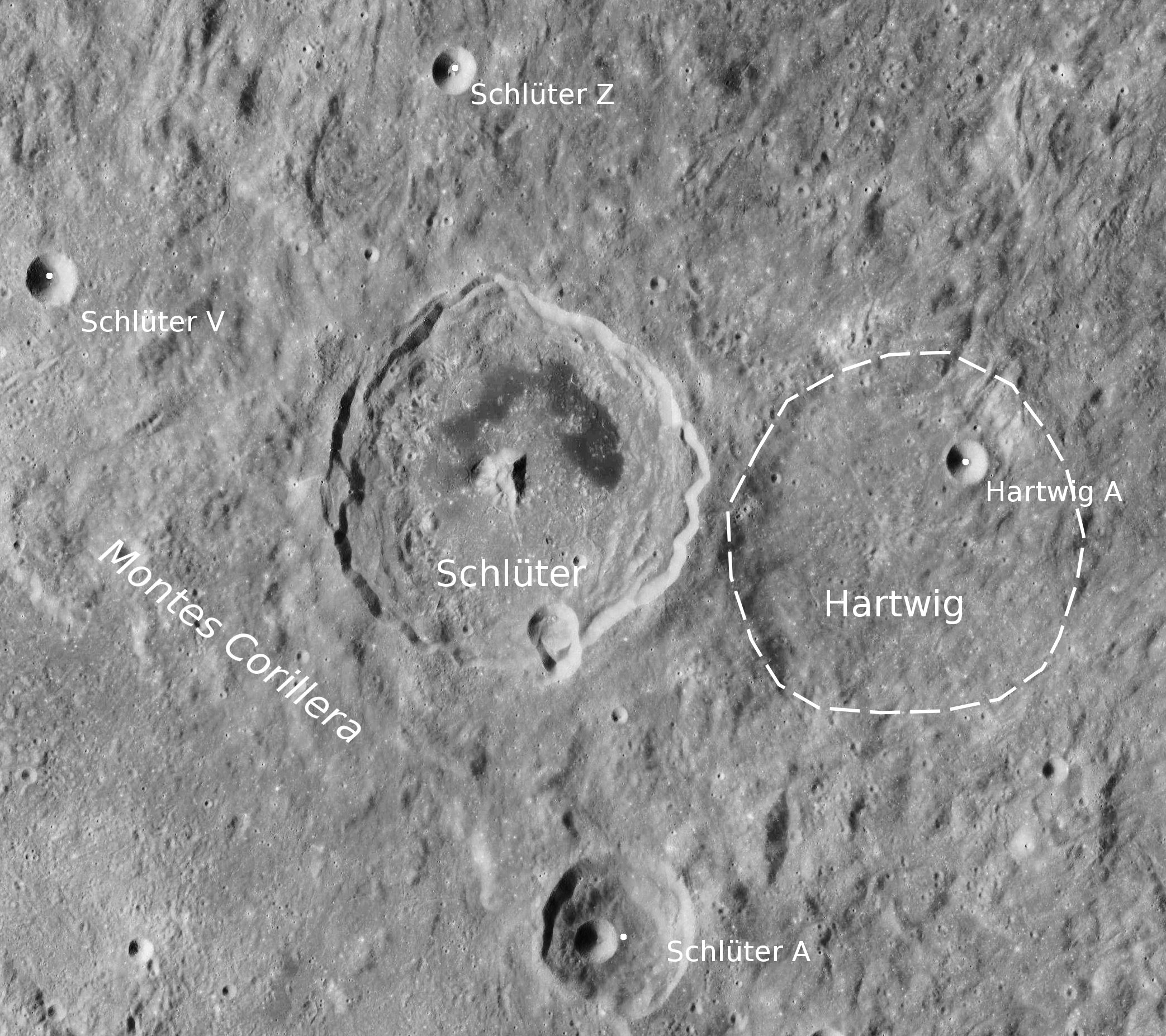
Fotografía de la misión LRO

Hartwig es un cráter de impacto que se encuentra cerca de la extremidad occidental de la Luna. Está unido al borde oriental del prominente cráter Schlüter, al noreste de la cadena montañosa denominada Montes Cordillera, que rodea el Mare Orientale. Al este-noreste de Hartwig aparece el cráter más grande Riccioli.
|  |

Este cráter se encuentra dentro del manto exterior de materiales eyectados que rodea la cuenca de impacto del Mare Orientale, y su forma ha sido modificada por este material, especialmente el borde oriental del cráter. Solo una porción del borde occidental cerca de Schluter conserva su forma original. El suelo interior también ha sido modificado, con un pequeño cráter próximo al sector noreste del brocal del cráter.

## Cráteres satélite
Por convención estas características se identifican en los mapas lunares colocando la letra en el lado del punto medio del cráter que está más cercano a Hartwig.
|         | \| Hartwig \| Coordenadas \| Diámetro \| \| ------- \| ---------------------------- \| -------- \| \| A \| 5°42′S 79°48′O / -5.7, -79.8 \| 10 km \| \| B \| 8°18′S 77°24′O / -8.3, -77.4 \| 11 km \| |          |
| Hartwig | Coordenadas | Diámetro |
| A       | 5°42′S 79°48′O / -5.7, -79.8 | 10 km    |
| B       | 8°18′S 77°24′O / -8.3, -77.4 | 11 km    |